# Ashes Tour 2013/14
Die Ashes Tour 2013/14 war die Tour der englischen Cricket-Nationalmannschaft, die die 68. Austragung der Ashes beinhaltete, und wurde zwischen dem 31. Oktober 2013 und 2. Februar 2014 durchgeführt. Die Ashes Series 2013/14 selbst wurde in Form von fünf Testspielen zwischen Australien und England ausgetragen. Austragungsorte waren jeweils australische Stadien. Die Tour beinhaltete neben der Testserie eine Reihe weiterer Spiele zwischen den beiden Mannschaften im Winter 2013/14. Die Testserie wurde von Australien mit 5–0 gewonnen, die ODI-Serie gewann Australien mit 4–1 und die Twenty20 Serie wurde durch Australien mit 3–0 gewonnen. Als Konsequenz trat der englische Trainer Andy Flower von seinem Amt zurück.

## Vorgeschichte

### Einordnung
Im Januar 2011 wurde beschlossen das im Jahr 2013 zwei Ashes Series auszutragen werden um Konflikten mit dem Cricket World Cup 2015 in Australien aus dem Weg zu gehen. Demnach wurde die letzte Tour der beiden Mannschaften im vorhergehenden Sommer ausgetragen. Australien bestritt anschließend noch eine Tour in Indien, während für England dieses die erste Tour der Saison war.

## Stadien
Die folgenden Stadien wurden für die Tour als Austragungsort vorgesehen und am 22. November 2012 festgelegt.
| Stadt     | Stadion                  | Kapazität | Spiele                  |
| --------- | ------------------------ | --------- | ----------------------- |
| Adelaide  | Adelaide Oval            | 53.583    | 2. Test; 5. ODI         |
| Brisbane  | The Gabba                | 42.000    | 1. Test; 2. ODI         |
| Hobart    | Bellerive Oval           | 20.000    | 1. T20                  |
| Melbourne | Melbourne Cricket Ground | 100.024   | 4. Test; 1. ODI; 2. T20 |
| Perth     | WACA Ground              | 20.000    | 3. Test; 4. ODI         |
| Sydney    | Sydney Cricket Ground    | 48.000    | 5. Test; 3. ODI; 3. T20 |

## Kaderlisten
England benannte seinen Test-Kader am 23. September 2013, seinen ODI-Kader am 10. Dezember 2013, und seinen Twenty20-Kader am 18. Januar 2014. Australien benannte seinen Test-Kader am 12. November, seinen ODI-Kader am 31. Dezember 2013 und seinen Twenty20-Kader am 20. Januar 2014.
| Test | Test | ODI | ODI | Twenty20 | Twenty20 |
| Australien | England | Australien | England | Australien | England |
| --- | --- | --- | --- | --- | --- |
| - Michael Clarke (K) - Brad Haddin (VK, wk) - George Bailey - James Faulkner - Ryan Harris - Mitchell Johnson - Nathan Lyon - Chris Rogers - Peter Siddle - Steve Smith - David Warner - Shane Watson | - Alastair Cook (K) - James Anderson - Jonny Bairstow (wk) - Ian Bell - Gary Ballance - Scott Borthwick - Tim Bresnan - Stuart Broad - Michael Carberry - Steven Finn - Monty Panesar - Kevin Pietersen - Matt Prior (wk) - Boyd Rankin - Joe Root - Graeme Swann - Ben Stokes - James Tredwell - Chris Tremlett - Jonathan Trott | - Michael Clarke (K) - George Bailey - Nathan Coulter-Nile - Xavier Doherty - James Faulkner - Aaron Finch - Brad Haddin (wk) - Mitchell Johnson - Shaun Marsh - Glenn Maxwell - Clint McKay - James Pattinson - David Warner - Shane Watson | - Alastair Cook (K) - Gary Ballance - Ian Bell - Ravi Bopara - Tim Bresnan - Danny Briggs - Stuart Broad - Jos Buttler (wk) - Michael Carberry - Steven Finn - Chris Jordan - Eoin Morgan - Boyd Rankin - Joe Root - Ben Stokes - James Tredwell - Chris Woakes | - George Bailey (K) - Aaron Finch - Daniel Christian - Nathan Coulter-Nile - Ben Cutting - James Faulkner - Josh Hazlewood - Moises Henriques - Chris Lynn - Glenn Maxwell - James Muirhead - Mitchell Starc - Matthew Wade - Cameron White | - Stuart Broad (K) - Ravi Bopara - Tim Bresnan - Danny Briggs - Jos Buttler (wk) - Jade Dernbach - Chris Jordan - Alex Hales - Michael Lumb - Eoin Morgan - Boyd Rankin - Joe Root - Ben Stokes - James Tredwell - Luke Wright |

## Tour Matches
| 31. Oktober – 2. November Scorecard | Perth | West Australia Chairman's XI 451-5d (108) & 168-5 (39) | – | England XI 391 (101) |
|                                     |       | Remis                                                  |   |                      |

| 6. – 9. November Scorecard | Hobart | England XI 430-7d (128) | – | Australia A 119-3 (31) |
|                            |        | Remis                   |   |                        |

| 13. – 16. November Scorecard | Sydney | Cricket Australia Invitational XI 304 (103.4) & 261 (88.5) | – | England XI 418 (102.5) & 151-3 (38.4) |
|                              |        | England XI gewinnt mit 7 Wickets                           |   |                                       |

| 29. – 30. November Scorecard | Alice Springs | England XI 212-7d (78) & 47-1 (16) | – | Cricket Australia Chairman's XI 254-8d (84.5) |
|                              |               | Remis                              |   |                                               |

| 14. Januar Scorecard | Canberra | England XI 264-8 (50)           | – | Prime Minister's XI 92 (26) |
|                      |          | England XI gewinnt mit 172 Runs |   |                             |

## Tests

### Erster Test in Brisbane
| 21. – 25. November Scorecard | Brisbane | Australien 295 (97.1) & 401-7d (94) | – | England 136 (52.4) & 179 (81.1) |
|                              |          | Australien gewinnt mit 381 Runs     |   |                                 |

Der australische Kapitän Michael Clarke wurde auf Grund einer Beleidigung des englischen Spielers James Anderson mit einer Geldstrafe belegt.

### Zweiter Test in Adelaide
| 5. – 9. Dezember Scorecard | Adelaide | Australien 570-9d (158) & 132-3d (39) | – | England 172 (68.2) & 312 (101.4) |
|                            |          | Australien gewinnt mit 218 Runs       |   |                                  |

### Dritter Test in Perth
| 13. – 17. Dezember Scorecard | Perth | Australien 385 (103.3) & 369-6d (87) | – | England 251 (88) & 353 (103.2) |
|                              |       | Australien gewinnt mit 150 Runs      |   |                                |

Nach dem dritten Test erklärte der englische Bowler Graeme Swann mit sofortiger Wirkung seinen Rücktritt vom internationalen Cricket.

### Vierter Test in Melbourne
| 26. – 30. Dezember Scorecard | Melbourne | England 255 (100) & 179 (61)     | – | Australien 204 (82.2) & 231-2 (51.5) |
|                              |           | Australien gewinnt mit 8 Wickets |   |                                      |

### Fünfter Test in Sydney
| 3. – 7. Januar Scorecard | Sydney | Australien 326 (76) & 276 (61.3) | – | England 155 (58.5) & 166 (31.4) |
|                          |        | Australien gewinnt mit 281 Runs  |   |                                 |

## One-Day Internationals

### Erstes ODI in Melbourne
| 12. Januar Scorecard | Melbourne | England 269-7 (50)               | – | Australien 270-4 (45.4) |
|                      |           | Australien gewinnt mit 6 Wickets |   |                         |

### Zweites ODI in Brisbane
| 17. Januar Scorecard | Brisbane | England 300-8 (50)              | – | Australien 301-9 (49.3) |
|                      |          | Australien gewinnt mit 1 Wicket |   |                         |

### Drittes ODI in Sydney
| 19. Januar Scorecard | Sydney | England 243-9 (50)               | – | Australien 244-3 (40) |
|                      |        | Australien gewinnt mit 7 Wickets |   |                       |

### Viertes ODI in Perth
| 24. Januar Scorecard | Perth | England 316-8 (50)          | – | Australien 259 (47.4) |
|                      |       | England gewinnt mit 57 Runs |   |                       |

### Fünftes ODI in Adelaide
| 26. Januar Scorecard | Adelaide | Australien 217-9 (50)         | – | England 212 (49.4) |
|                      |          | Australien gewinnt mit 5 Runs |   |                    |

## Twenty20 Internationals

### Erstes Twenty20 in Hobart
| 29. Januar Scorecard | Hobart | Australien 213-4 (20)          | – | England 200-9 (20) |
|                      |        | Australien gewinnt mit 13 Runs |   |                    |

### Zweites Twenty20 in Hobart
| 31. Januar Scorecard | Melbourne | England 130-9 (20)               | – | Australien 131-2 (14.5) |
|                      |           | Australien gewinnt mit 8 Wickets |   |                         |

### Drittes Twenty20 in Sydney
| 2. Februar Scorecard | Sydney | Australien 195-6 (20)          | – | England 111 (17.2) |
|                      |        | Australien gewinnt mit 84 Runs |   |                    |

## Statistiken
Die folgenden Cricketstatistiken wurden bei dieser Tour erzielt.
| Tests            | Tests      | Tests   | Tests   | Tests   | Tests   | Tests   | Tests   | Tests   |
| Batting          | Batting    | Batting | Batting | Batting | Batting | Batting | Batting | Batting |
| Spieler          | Mannschaft | Spiele  | Innings | Runs    | Average | HS      | 100s    | 50s     |
| ---------------- | ---------- | ------- | ------- | ------- | ------- | ------- | ------- | ------- |
| David Warner     | Australien | 5       | 10      | 523     | 58,11   | 124     | 2       | 2       |
| Brad Haddin      | Australien | 5       | 8       | 493     | 61,62   | 118     | 1       | 5       |
| Chris Rogers     | Australien | 5       | 10      | 463     | 46,30   | 119     | 2       | 3       |
| Michael Clarke   | Australien | 5       | 10      | 363     | 40,33   | 148     | 2       | 0       |
| Shane Watson     | Australien | 5       | 10      | 345     | 38,33   | 103     | 1       | 2       |
| Bowling          |            |         |         |         |         |         |         |         |
| Spieler          | Mannschaft | Spiele  | Overs   | Wickets | Average | BBI     | 5W      | 10W     |
| Mitchell Johnson | Australien | 5       | 188.4   | 37      | 13,97   | 7/40    | 3       | 0       |
| Ryan Harris      | Australien | 5       | 166.2   | 22      | 19,31   | 5/25    | 1       | 0       |
| Stuart Broad     | England    | 5       | 161.5   | 21      | 27,52   | 6/81    | 1       | 0       |
| Nathan Lyon      | Australien | 5       | 176.2   | 19      | 29,36   | 5/50    | 1       | 0       |
| Peter Siddle     | Australien | 5       | 156.4   | 16      | 24,12   | 4/57    | 0       | 0       |

| ODIs                | ODIs       | ODIs    | ODIs    | ODIs    | ODIs    | ODIs    | ODIs    | ODIs    |
| Batting             | Batting    | Batting | Batting | Batting | Batting | Batting | Batting | Batting |
| Spieler             | Mannschaft | Spiele  | Innings | Runs    | Average | HS      | 100s    | 50s     |
| ------------------- | ---------- | ------- | ------- | ------- | ------- | ------- | ------- | ------- |
| Eoin Morgan         | England    | 5       | 5       | 282     | 56,40   | 106     | 1       | 2       |
| Aaron Finch         | Australien | 5       | 5       | 258     | 51,60   | 121     | 2       | 0       |
| Ian Bell            | England    | 5       | 5       | 207     | 41,40   | 68      | 0       | 2       |
| Shaun Marsh         | Australien | 4       | 4       | 177     | 59,00   | 71*     | 0       | 2       |
| Jos Buttler         | England    | 5       | 5       | 163     | 40,75   | 71      | 0       | 1       |
| Bowling             |            |         |         |         |         |         |         |         |
| Spieler             | Mannschaft | Spiele  | Overs   | Wickets | Average | BBI     | 5W      | 10W     |
| James Faulkner      | Australien | 5       | 46      | 11      | 25,45   | 4/67    | 0       | 0       |
| Ben Stokes          | England    | 5       | 42      | 10      | 24,20   | 4/38    | 0       | 0       |
| Nathan Coulter-Nile | Australien | 5       | 49      | 10      | 24,90   | 3/34    | 0       | 0       |
| Tim Bresnan         | England    | 5       | 43.5    | 7       | 36,85   | 3/45    | 0       | 0       |
| Clint McKay         | Australien | 3       | 29      | 6       | 23,50   | 3/36    | 0       | 0       |
| Chris Jordan        | England    | 5       | 47      | 6       | 42,16   | 2/37    | 0       | 0       |

| Twenty20s           | Twenty20s  | Twenty20s | Twenty20s | Twenty20s | Twenty20s | Twenty20s | Twenty20s | Twenty20s |
| Batting             | Batting    | Batting   | Batting   | Batting   | Batting   | Batting   | Batting   | Batting   |
| Spieler             | Mannschaft | Spiele    | Innings   | Runs      | Average   | HS        | 100s      | 50s       |
| ------------------- | ---------- | --------- | --------- | --------- | --------- | --------- | --------- | --------- |
| Cameron White       | Australien | 3         | 3         | 174       | 87,00     | 75        | 0         | 2         |
| George Bailey       | Australien | 3         | 3         | 123       | 123,00    | 60*       | 0         | 1         |
| Aaron Finch         | Australien | 3         | 3         | 92        | 30,66     | 52        | 0         | 1         |
| Ravi Bopara         | England    | 3         | 3         | 75        | 37,50     | 65*       | 0         | 1         |
| Joe Root            | England    | 3         | 3         | 61        | 20,33     | 32        | 0         | 0         |
| Bowling             |            |           |           |           |           |           |           |           |
| Spieler             | Mannschaft | Spiele    | Overs     | Wickets   | Average   | BBI       | 5W        | 10W       |
| Nathan Coulter-Nile | Australien | 3         | 12        | 7         | 11,57     | 4/31      | 0         | 0         |
| James Muirhead      | Australien | 3         | 10        | 4         | 16,00     | 2/13      | 0         | 0         |
| Josh Hazlewood      | Australien | 2         | 8         | 4         | 19,00     | 4/30      | 0         | 0         |
| Stuart Broad        | England    | 3         | 11        | 4         | 21,00     | 3/30      | 0         | 0         |
| Glenn Maxwell       | Australien | 3         | 8         | 3         | 22,66     | 2/31      | 0         | 0         |

## Player of the Series
Als Player of the Series wurden die folgenden Spieler ausgezeichnet.
| Serie | Player of the Series |
| ----- | -------------------- |
| Test  | Mitchell Johnson     |
| ODI   | Aaron Finch          |

### Player of the Match
Als Player of the Match wurden die folgenden Spieler ausgezeichnet.
| Spiel   | Player of the Match |
| ------- | ------------------- |
| 1. Test | Mitchell Johnson    |
| 2. Test | Mitchell Johnson    |
| 3. Test | Steven Smith        |
| 4. Test | Mitchell Johnson    |
| 5. Test | Ryan Harris         |
| 1. ODI  | Aaron Finch         |
| 2. ODI  | James Faulkner      |
| 3. ODI  | David Warner        |
| 4. ODI  | Ben Stokes          |
| 5. ODI  | James Faulkner      |
| 1. T20  | Cameron White       |
| 2. T20  | Josh Hazlewood      |
| 3. T20  | George Bailey       |